# Doris Lytton
Doris Lytton (23 janvier 1893 - 2 décembre 1953) est une actrice britannique de théâtre et du cinéma muet, et une femme d'affaires dans les années 1920. Plus tard, sous le nom de Doris Lytton Toye, elle écrit un livre de cuisine adapté aux pénuries d'après-guerre, Contemporary Cookery (1947).

## Biographie
Elle joue sur la scène londonienne depuis son enfance, notamment The Conqueror (1905), For the Crown (1905), Peter Pan de J. M. Barrie (1907), la comédie féministe Diana of Dobson de Cicely Hamilton (1908, 1909), Might is Right (1909), Inconstant George (1910), The Blindness of Virtue de Cosmo Hamilton (1913), Never Say Die (1913), Dear Brutus de J.M. Barrie (1917),  Husbands for All (1920),  French Leave de Reginald Berkeley (1920), The Fulfilling of the Law (1921), A Matter of Fact (1921), Trespasses (1923), The Confession (1925), Harley Granville-Barker 's The Madras House (1925-1926), Behold the Bridegroom (1931), King Queen Knave (1932), Suspect (1937).

Doris Lytton dans le rôle d'Effie et Basil Hallam dans celui d'Archie, dans The Blindness of Virtue (1913) de Cosmo Hamilton.

Ses films muets comprennent The Blue Bird (1910), The Brass Bottle (1914), The Single Man (1919), Mutiny (1925). Elle est également dans le casting d'une production de 1942 du BBC Home Service : The King Comes to His Own, un drame biblique de Dorothy L. Sayers.
En 1920, elle ouvre une boutique appelée Cendrillon dans le West End de Londres, proposant des réparations pour « chaussures de soirée coûteuses ». Un journal salue ses efforts comme « un exemple de la nouvelle femme qui s'est lancée dans les affaires pour elle-même et a réussi ».
Lytton est connue pour coudre et broder dans les coulisses et aime cuisiner. « J'adore cuisiner depuis que je suis toute petite, j'avais une cuisinière jouet », déclare-t-elle à un journaliste américain lors d'une tournée aux États-Unis en 1913. De 1945 à 1947, elle tient une chronique culinaire mensuelle pour le magazine Vogue, avec des illustrations de Denton Welch. Elle prodigue des conseils particuliers sur les conditions de rationnement en Angleterre pendant et après la Seconde Guerre mondiale. Par exemple, elle propose l'orge ou les pâtes comme alternatives au riz qui n'est alors pas disponible. Un livre de cuisine basé sur ses chroniques, Contemporary Cookery, est publié en 1947. Les illustrations supplémentaires du livre de cuisine sont de John Minton.
Doris Lytton épouse le compositeur d'opéra et chef d'orchestre Geoffrey Toye en 1915. Ils divorcent avant 1936. Elle meurt à Londres en 1953, à l'âge de 60 ans, après être tombée de la fenêtre de son appartement du cinquième étage.